# Kʰar
 (août 2015).
- Si vous ne connaissez pas le sujet, laissez ce bandeau (vous pouvez alors contacter les auteurs).
- Si vous supprimez le contenu mis en cause (vous pouvez préalablement contacter les auteurs),

argumentez précisément cette suppression dans la page de discussion
(un manque de référence n'est pas un argument ; une recherche réelle de référence doit avoir été effectuée, être formellement documentée).
Cette page traite d'une racine reconstruite par les toponymistes, à savoir une racine présumée permettant l'analyse étymologique de nombreux toponymes. D'origine très ancienne, on ne peut l'attribuer avec certitude à une langue connue.
La racine kʰar joue un rôle important dans la toponymie européenne. Cette racine qui signifie 'pierre',, se retrouve non seulement dans des noms de hauteurs et de cités mais également dans de nombreux noms de rivière. 
On la retrouve dans l'arménien kʰar ou l'irlandais carraig 'pierre'. Sa variante kal se retrouve par exemple dans le mot calcul.

## Mise en évidence
De nombreux toponymes relatifs à des hauteurs affichent un radical kar- (cf. liste ci-dessous). Cette racine trouve un écho dans des mots locaux comme car-ròc ou quer de l'est-pyrénéen signifiant 'rocher' en lanquedocien et catalan, cher en nord-occitan ou franco-provençal, oil Poitou-Charentes, et territoires adjacents : chiron, 'tas de pierre' et tumulus… Le basque har-, harri 'pierre', 'roc' procède de la même racine et explique la racine arr- de même sens. Enfin une variante garr- 'rocher' est également reconnue par les toponymistes et trouve écho dans le gascon du Lavedan garrɵ.
L'extension de cette racine, à laquelle on attribue des toponymes comme les Carpates, et sa présence en basque en font clairement une racine pré-indoeuropéenne. En euskera, la racine est en effet présente sous forme de substantif mais également dans des composés comme le mot grotte qui se traduit “karbe” (prononcé [kʰarbʰe]) en dialecte basque souletin ; le mot est donc constitué de “kar” (la pierre) et “behe” (en dessous).

## Application

### Oronymie
La racine kʰar et ses variantes expliquent de nombreux noms de hauteurs, comme :
- le roc de Carroux à l'Hospitalet, le Pic du Gar à Saint-Béat, le Quer à Luzenac, etc.

et de villages situés en hauteur :
- Kar- : Carcassonne, Carlat, Caralp, Caragoudes, Carol, Cassis ex Carsis, Coiron…

Noter son redoublement dans Carcarès, Carqueiranne...
- Ker-, Cher- : Quérigut, Quié, Chirols
- Har-: Harz[13]…
- Ar- : Aravis, Arcangues < Arkʰangoiz, Arles, Arrens, Arros…
- Garr- : Gars, Garros[14] / Garrotxa…

### Hydronymie
La racine kʰar explique également de nombreux noms de rivière, par référence à leur fond graveleux :
On lui doit de très nombreux toponymes en :
- Kar-, Ker- : Charente, Cher, le Cherpon, la Chère, la Chéronne[15]…
- Garr- : Garonne,

## Variantes
- Kal

## Racines distinctes
Cette racine ne doit pas être confondue avec la racine méditerranéenne karr 'chêne' à l'origine de :
- Latin cerrus ; Calabrais carrigliu
- Ibérique carballo 'chêne pédonculé' ; arte, karraska 'yeuse',
- Français garrigue (Oc garric 'chêne kermès' ; Limousin jarri 'chêne')
- Berbère akarruš.

Elle ne doit pas non plus être confondue avec le préfixe breton ker désignant un lieu habité.